# 安達英三朗
安達 英三朗（あだち えいざぶろう、1914年10月6日 - 1992年4月3日）は日本映画のプロデューサー。神奈川県横浜市出身。

## 経歴
1937年に東宝映画配給に入社、その後東宝発足と同時に会計課長となる。1947年に新東宝設立と同時に監査役となる。1949年に取締役企画部長となる。1952年よりプロデューサーとして活躍。

## 代表作
- 1955年 - 「青春怪談」
- 1959年 - 「上役・下役・ご同役」
- 1959年 - 「恐るべき火遊び」
- 1961年 - 「背広三四郎 男は度胸」
- 1961年 - 「背広三四郎 花の一本背負い」
- 1961年 - 「新入社員十番勝負」
- 1962年 - 「続新入社員十番勝負 サラリーマン一刀流」
- 1962年 - 「ニッポン無責任時代」
- 1963年 - 「日本一の色男」
- 1963年 - 「クレージー作戦 くたばれ!無責任」
- 1964年 - 「無責任遊侠伝」
- 1966年 - 「落語野郎 大脱線」
- 1966年 - 「落語野郎 大馬鹿時代」
- 1967年 - 「落語野郎 大爆笑」
- 1967年 - 「落語野郎 大泥棒」
- 1967年 - 「爆笑野郎 大事件」
- 1968年 - 「若者よ挑戦せよ」
- 1976年 - 「おしゃれ大作戦」